# Ignacy Friedman
Ignacy Friedman, właśc. Salomon Izaak Freudmann (ur. 13 lutego 1882 w Podgórzu, zm. 26 stycznia 1948 w Sydney) – polski pianista, kompozytor i pedagog żydowskiego pochodzenia.

## Życiorys

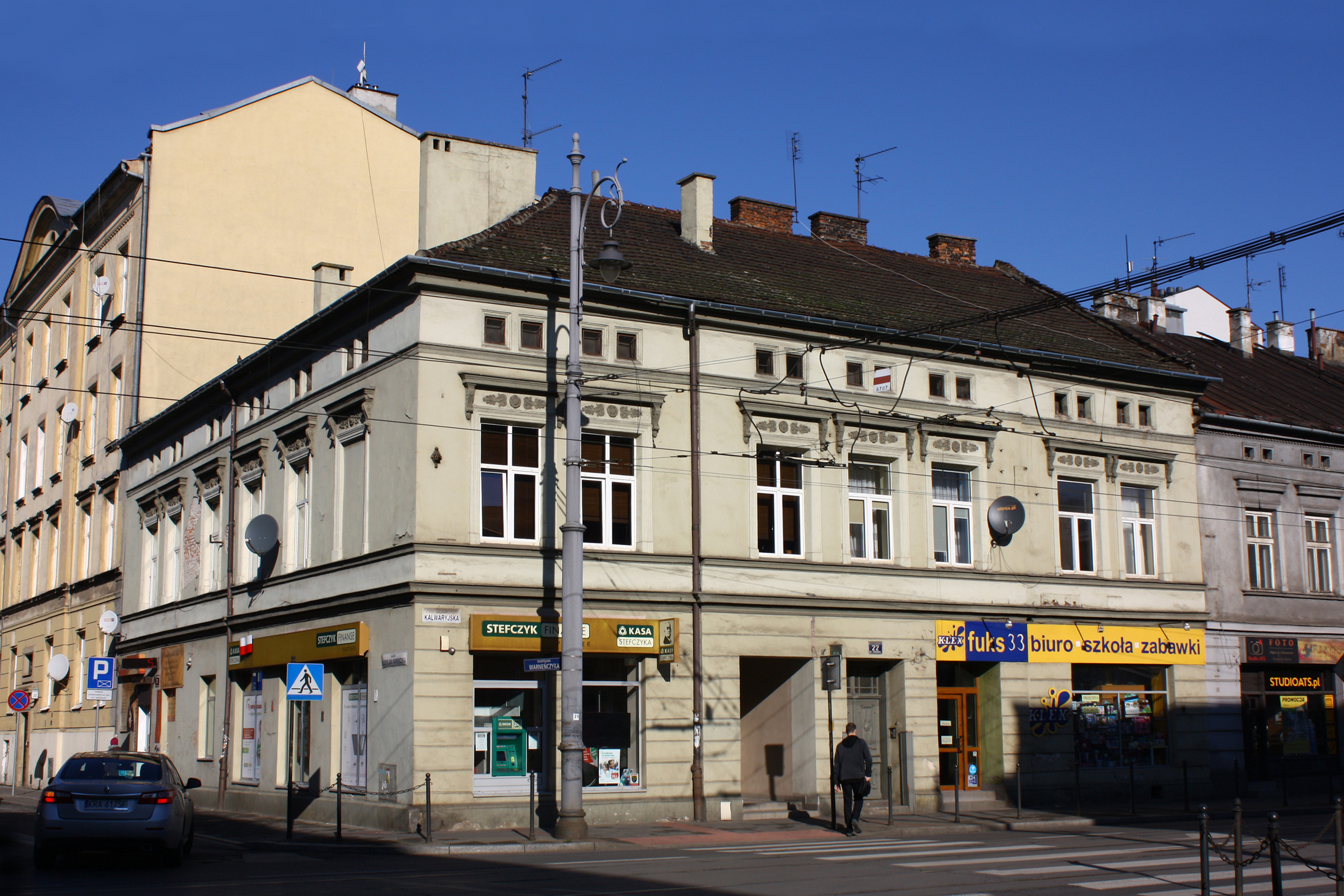
Kamienica przy ul. Kalwaryjskiej 22 w Krakowie, w której urodził się Ignacy Friedman

Urodził się 13 lutego 1882 w Podgórzu - od 1 lipca 1915 dzielnicy Krakowa, w domu przy ul. Kalwaryjskiej 22, jako syn Nachmana (czasem Wolfa lub Wilhelma) Freudmanna (ur. 10 lipca 1857 w Monasterzyskach) oraz Salomei z d. Eisenbach (ur. w Krakowie 26 marca 1854). Wcześnie dostrzeżono jego talent muzyczny. Naukę muzyki rozpoczął jako kilkuletnie dziecko pod kierunkiem ojca, skrzypka i klarnecisty orkiestry teatralnej. Następnie gry fortepianowej uczyła go krakowska pedagog, prof. Flora Grzywińska. W 1900 złożył egzamin dojrzałości w ówczesnym c.k. III Gimnazyum (obecnie II Liceum Ogólnokształcącym im. Króla Jana III Sobieskiego w Krakowie). W tym samym roku wyjechał do Lipska na studia kompozytorskie u Hugo Riemanna, w 1901 został uczniem Teodora Leszetyckiego w Wiedniu oraz studentem muzykologii u Guido Adlera. Zadebiutował 22 listopada 1904 w Wiedniu, gdzie wykonał koncerty fortepianowe Brahmsa, Czajkowskiego i Liszta. Już ten pierwszy koncert przyniósł mu rozgłos i zapewnił miejsce wśród czołowych wirtuozów epoki. Mieszkał następnie w Berlinie, a po wybuchu I wojny światowej przeniósł się do Kopenhagi.

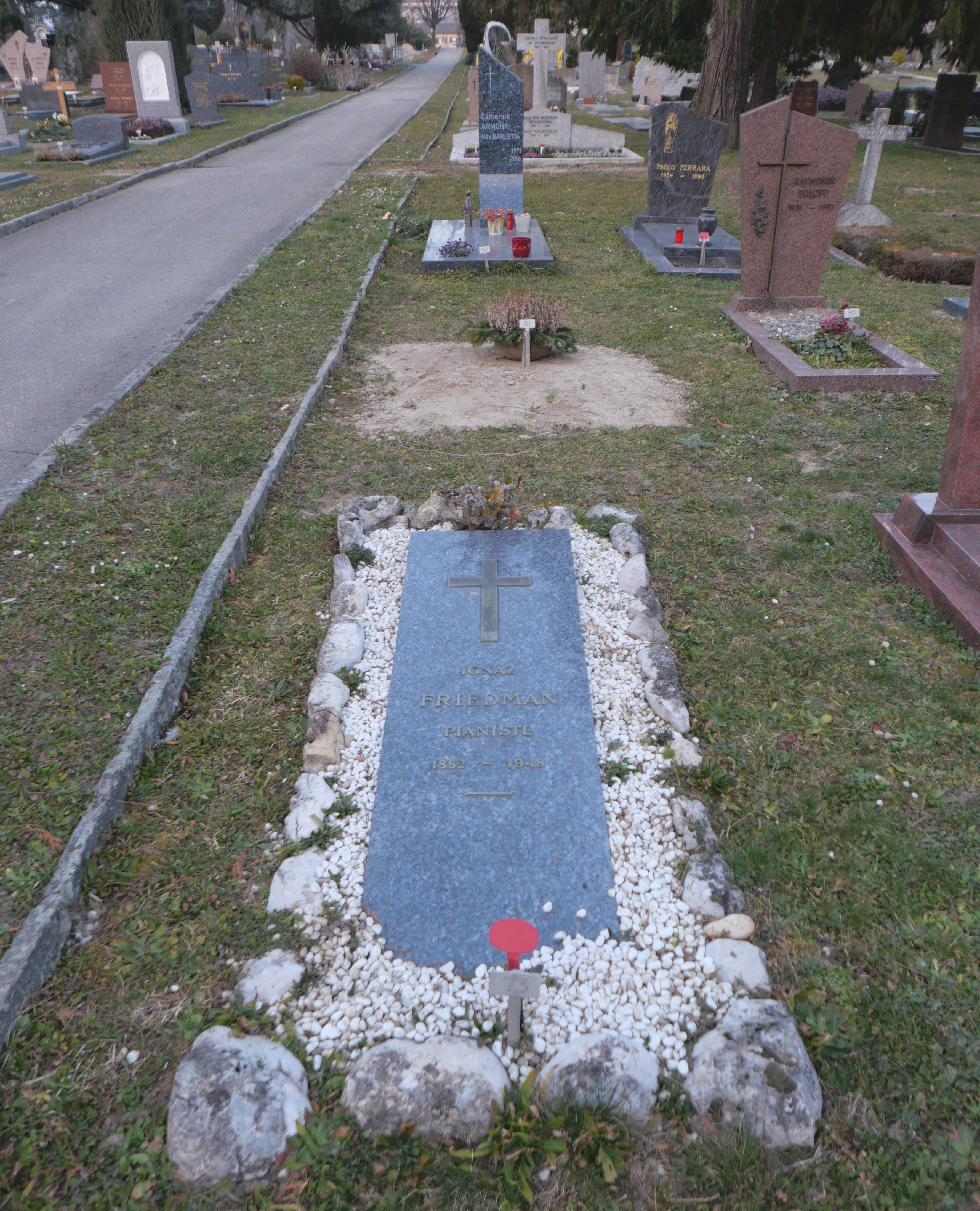
Grób Friedmana na cmentarzu Petit-Saconnex w Genewie w Szwajcarii.

Na mocy reskryptu c.k. Namiestnictwa z 15 marca 1905, Freudmannowie zmienili nazwisko na Friedman, a Salomon Izaak również imię – na Ignacy. 27 kwietnia 1909 w Berlinie zawarł związek małżeński z Marią von Schidlowsky, swoją uczennicą, która pochodziła z rosyjskiej szlachty.
Po 1918 osiadł we Włoszech. W 1927 w Wiedniu wziął udział w festiwalu urządzonym z okazji 100. rocznicy śmierci Beethovena, gdzie zagrał koncert fortepianowy G-dur oraz trio z Bronisławem Hubermanem i Pablo Casalsem.
W czasie swojej ponad 40-letniej obecności na scenie dał ponad 2800 koncertów na całym świecie. Słynął ze znakomitej techniki gry, a jego interpretacje mazurków chopinowskich uważane są za niedoścignione. Po wybuchu II wojny światowej udało mu się w ostatnim momencie wyjechać z Europy. Skorzystał z zaproszenia na tournée do Australii, gdzie znalazł się w 1941 i tam osiadł na stałe. W 1943 zaprzestał koncertowania z powodu postępującej utraty władzy w lewej ręce.
Friedman jest autorem ponad 100 utworów, głównie fortepianowych. Pisał transkrypcje fortepianowe, salonowe miniatury i utwory kameralne: trzy kwartety i kwintet. Skomponował także Koncert fortepianowy. Opracował i wydał edycje fortepianowych dzieł Chopina, Schumanna i Liszta. Friedman ma także wielkie zasługi na polu pedagogicznym, jego uczniami byli między innymi Bruce Hungerford, Karol Klein, Victor Schiøler, Ignacy Tiegerman i Wanda Kossakowa.